# Kleptománia
A kleptománia (görögül: κλεπτομανία) vagy régi nevén tolvajongás egy viselkedészavar; az ebben szenvedő betegek ellenállhatatlan késztetést éreznek arra, hogy számukra amúgy értéktelen tárgyakat ellopjanak. A betegség BNO-kódja F63.2.

## Tünetei
A kleptomániás ember ellenállhatatlan késztetést érez arra, hogy számára értéktelen tárgyakat ellopjon. Az ellopott tárgyakat a beteg gyakran eldobja, elajándékozza vagy tömegesen elraktározza. A lopást jellemzően halmozódó feszültség előzi meg, amely a cselekmény során oldódik és megelégedettséggé alakul. A kleptomániások rendszerint értik, hogy amit tesznek, az törvényellenes és társadalmilag nem elfogadott, ezért a lopásokat gyakran mély szégyenérzet, önvád és a következményektől való félelem követi.

## Okai
A kleptománia okai nem világosak. Egyes kutatások szerint a kleptománia kialakulása összefüggésben lehet a szerotonin-szint zavaraival. A statisztikák szerint a kockázati tényezők között szerepel a kiemelkedően erős stressz, a fejsérülés és a vérrokonok körében előforduló kleptománia.

## Kezelése
A kleptománia súlyos kényszeres viselkedészavar, amelyet rendkívül nehéz külső segítség nélkül legyőzni. A betegség kezelésére nincsen egyértelműen elfogadott módszer, és a betegnek gyakran többfajta terápiát is ki kell próbálnia, mire kiderül, hogy mi segít rajta. Tipikusan a pszichoterápia és a gyógyszeres kezelés kombinációját alkalmazza a pszichiáter.